# محمد الضاوي
محمد الضاوي (مواليد 14 مايو 2003) ويشتهر باسم كريستو، هو لاعب كرة قدم من دولة تونس يلعب في مركز الجناح في النادي الرياضي الصفاقسي.

## مشواره
بدأ محمد مشواره مع نادي النجم الرياضي الساحلي وفي 2023 أنتقل للنادي الأهلي في صفقة بلغت 1.3 مليون دولار مع أحقية النجم في الحصول على 20 ٪؜ حال انتقال اللاعب لنادي آخر. وسيحصل نادي النجم الساحلي على 350 ألف دولار فقط والمبلغ المتبقي هو قيمة عقوبة سليمان كوليبالي لاعب الأهلي السابق الذي حكمت المحكمة الرياضية في قضيته لصالح الأهلي، ليتم إجراء مخالصة في هذه القضية. وسيحصل اللاعب على 300 ألف دولار وتصل إلى 400 ألف دولار حال مشاركة اللاعب في تحقيق البطولات مع الفريق.